# Irminfriedstraße 21 (Gräfelfing)

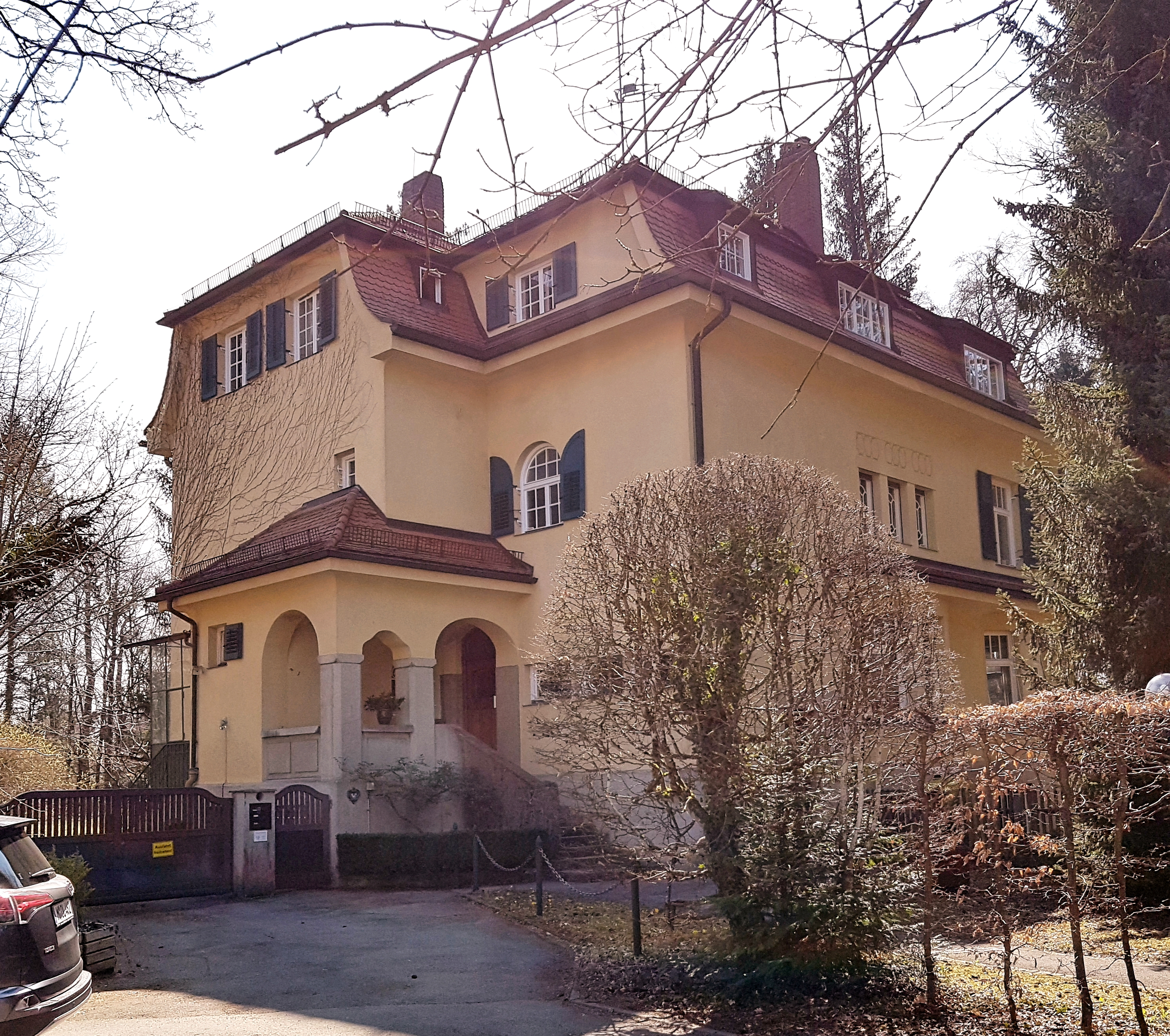
Villa Irminfriedstraße 21 in Gräfelfing

Das Gebäude Irminfriedstraße 21 in Gräfelfing, einer Gemeinde im oberbayerischen Landkreis München, wurde um 1915/20 errichtet. Die Villa ist ein geschütztes Baudenkmal.
Der zweigeschossige Mansarddachbau mit Schopf, Eckrisalit, Eingangsloggia und Erkerausbauten wurde in einer Mischung aus modern-barockisierendem Stil errichtet.